# Герб Новоархангельського району
Герб Новоарха́нгельського райо́ну — один з офіційних символів однойменного району Кіровоградської області. Затверджений рішенням XII сесії Новоархангельської районної ради XXIV скликання від 19 березня 2004 року № 146. Автор проекту — В. Кривенко.

## Опис
| У червоному полі срібна балка супроводжується двома срібними вузькими балками, над ними — золоті перехрещені булава та перо, внизу — золотий хрест. |

## Символіка герба
Срібна балка та дві вузькі срібні балки символізують річки Синюху, Ятрань та Велика Велику Вись, що протікають територією Новоархангельського району. Булава відображає славне козацьке минуле краю, пов'язане з діяльністю кошового отамана Івана Сірка, ставка якого розташовувалась біля Торговиці.
Перехрещене з булавою золоте перо нагадує про видатних синів Новоархангельщини: поетів Євгена Маланюка та Анатолія Згравенка, письменників Василя Козаченка та Кузьму Гриба. Присутній у гербі хрест — символ, що завжди був на козацьких знаменах. Сам по собі хрест є одним з найдавніших і найпоширеніших символів людства. Він символізує союз землі і неба, духу і матерії, життя й безсмертя. В першу чергу, це символ віри, честі, лицарської доблесті, тому він був основним символом христолюбивого воїнства — українського козацтва.
Застосовані в гербі кольори мають такі значення: червоний — мужність та сміливість; золото (жовтий) — багатство і велич; срібло — шляхетність та доброчинність.